# Auga
Auga je u grčkoj mitologiji bila prelepa kćer tegeanskog kralja Aleja i Telefova majka.

## Mit o Augi
Pošto je prorečeno da će Auga roditi sina koji će poubijati svoje ujake, njen otac ju je postavio za sveštenicu Ateninog hrama i naložio joj da bude devica. Međutim, u hramu ju je pronašao i silovao Herakle u stanju pijanstva kada je prolazio kroz Tegeju. Prema jednoj priči, kralj Alej je otkrio da je njegova kćer rodila sina i zatvorio ih je oboje u kovčeg koji je bacio u more. Talasi su ih odneli u Mizije, odnosno ušća Kajka, gde ih je pronašao kralj Teutrant koji se oženio Augom, a Telefa usvojio. Prema drugoj priči, Auga je sakrila svog sina u hram čime je počinila svetogrđe. Zato je zaraza zavladala zemljom i kralj je otkrio istinu pitajući proročište za uzrok. Otac je Augu predao Teutrantu i naredio da se beba ostavi u planini. Postoji i priča da je Auga još uvek bila trudna kada je otac saznao istinu, te je naložio Naupliju da je baci u more. Dok ju je vodio preko planine Partenije, Auga je rodila Telefa i tu ga i ostavila. Pri tome mu je ostavila i prsten koji joj je poklonio Herakle i po kome je kasnije poznao svog sina. Nauplije se sažalio na Augu i nije je bacio u more, već ju je predao trgovcima koji su je predali Teutrantu.

## Auga u umetnosti
Mit o Augi je bio inspiracija velikim grčkim tragičarima Eshilu (Mižani), Sofoklu (Mižani, Aleadi) i Euripidu (Telef, Auga). U likovnoj umetnosti je retko prikazivana. Predstavljena je na pompeanskim freskama i pergamskom žrtveniku.

## Druge ličnosti
Higin je navodi kao jednu od Hora.